# 6-й гвардейский кавалерийский корпус
6-й гвардейский кавалерийский ордена Суворова корпус — воинское соединение РККА, принимавшее участие в Великой Отечественной войне в составе Воронежского, Западного, Белорусского, 1-го и 2-го Украинских фронтов.

## История
В 1945 году преобразован в 10-ю гвардейскую механизированную дивизию. 17 мая 1957 переформирована в 83-ю гвардейскую мотострелковую дивизию. 21 сентября 1959 года дивизия расформирована.

## Награды и почетные наименования
- «Гвардейский» — почетное звание присвоено приказом Народного комиссара обороны СССР № 30 от 19 января 1943 года за проявленную отвагу в боях за Отечество с немецкими захватчиками, за стойкость, мужество, дисциплину и организованность, за героизм личного состава;
- Орден Суворова II степени — награжден Указом Президиума Верховного Совета СССР от 17 мая 1945 года за образцовое выполнение заданий командования в боях с немецкими захватчиками при овладении городами Трнава, Глоговец,Сенец и проявленные при этом доблесть и мужество.[3]

Награды частей корпусного подчинения:
- 5-й отдельный гвардейский ордена Красной Звезды[4] дивизион связи

## Состав
(на 1 мая 1945 года)
- 8-я гвардейская кавалерийская Ровенская Краснознаменная[5] ордена Суворова дивизия имени С. И. Морозова.
- 13-я гвардейская кавалерийская Ровенская Краснознаменная[5] ордена Суворова дивизия
- 8-я кавалерийская Дальневосточная Дебренценская Краснознаменная дивизия
- 11-й гвардейский минометный полк
- 142-й истребительно-противотанковый артиллерийский полк
- 1732-й зенитный артиллерийский полк
- 1813-й самоходный артиллерийский полк
- 6-й отдельный гвардейский истребительно-противотанковый ордена Александра Невского[5] дивизион
- 47-й гвардейский минометный ордена Красной Звезды[5] дивизион

(части корпусного подчинения)
- 5-й отдельный гвардейский дивизион связи (до 27 февраля 1943 года 20-й отдельный дивизион связи)
- 197-й отдельный автотранспортный батальон
- 354-я полевая авторемонтная база
- 27-е авиационное звено связи
- 235-й прачечный отряд
- 9-й полевой автохлебозавод
- 62-я военно-почтовая станция

## Периоды вхождения в состав Действующей армии
- 19 января 1943 года — 30 апреля 1943 года
- 2 августа 1943 года — 20 октября 1943 года
- 19 декабря 1943 года — 11 мая 1945 года[7]

## Подчинение
| Дата             | Фронт (округ)                               | Армия                                         | Подчиненные корпусу кавалерийские соединения                                                              | Подчиненные корпусу артиллерийские части |
| ---------------- | ------------------------------------------- | --------------------------------------------- | --- | --- |
| 19.01.1943 года  | Воронежский фронт                           | -                                             | 8-я гвардейская кавалерийская дивизия, 13-я гвардейская кавалерийская дивизия                             | 161-й минометный полк, 20-й отдельный конно-артиллерийский дивизион, 7-й отдельный истребительно-противотанковый дивизион |
| 01.02.1943 года  | Воронежский фронт                           | -                                             | 8-я гвардейская кавалерийская дивизия, 13-я гвардейская кавалерийская дивизия                             | 161-й минометный полк, 20-й отдельный конно — артиллерийский дивизион, 7-й отдельный истребительно-противотанковый дивизион |
| 01.03.1943 года  | Воронежский фронт                           | -                                             | 8-я гвардейская кавалерийская дивизия, 13-я гвардейская кавалерийская дивизия                             | 161-й минометный полк, 20-й отдельный конно — артиллерийский дивизион, 6-й отдельный гвардейский истребительно-противотанковый дивизион |
| 01.04.1943 года  | Воронежский фронт                           | -                                             | 8-я гвардейская кавалерийская дивизия, 13-я гвардейская кавалерийская дивизия                             | 142-й гвардейский истребительно-противотанковый артиллерийский полк, 47-й отдельный гвардейский минометный дивизион, 6-й отдельный гвардейский истребительно-противотанковый дивизион |
| 01.05.1943 года  | Воронежский фронт                           | -                                             | 8-я гвардейская кавалерийская дивизия, 13-я гвардейская кавалерийская дивизия                             | 142-й гвардейский истребительно-противотанковый артиллерийский полк, 48-й отдельный гвардейский минометный дивизион, 6-й отдельный гвардейский истребительно-противотанковый дивизион |
| 01.06. 1943 года | Резерв Ставки Верховного Главнокомандования | Степной военный округ                         | 8-я гвардейская кавалерийская дивизия, 13-я гвардейская кавалерийская дивизия, 8-я кавалерийская дивизия  | 142-й гвардейский истребительно-противотанковый артиллерийский полк, 47-й отдельный гвардейский минометный дивизион, 6-й отдельный гвардейский истребительно-противотанковый дивизион, 1732-й зенитный артиллерийский полк                                                                                                |
| 01.07. 1943 года | Резерв Ставки Верховного Главнокомандования | -                                             | 8-я гвардейская кавалерийская дивизия, 13-я гвардейская кавалерийская дивизия, 8-я кавалерийская дивизия  | 142-й гвардейский истребительно-противотанковый артиллерийский полк, 47-й отдельный гвардейский минометный дивизион, 6-й отдельный гвардейский истребительно-противотанковый дивизион, 1732-й зенитный артиллерийский полк                                                                                                |
| 01.08.1943 года  | Резерв Ставки Верховного Главнокомандования | -                                             | 8-я гвардейская кавалерийская дивизия, 13-я гвардейская кавалерийская дивизия, 8-я кавалерийская дивизия  | 1813-й самоходный артиллерийский полк, 142-й гвардейский истребительно-противотанковый артиллерийский полк, 11-й гвардейский минометный полк реактивной артиллерии, 47-й отдельный гвардейский минометный дивизион, 6-й отдельный гвардейский истребительно-противотанковый дивизион, 1732-й зенитный артиллерийский полк |
| 01.09.1943 года  | Западный фронт                              | -                                             | 8-я гвардейская кавалерийская дивизия, 13-я гвардейская кавалерийская дивизия, 8-я кавалерийская дивизия  | 1813-й самоходный артиллерийский полк, 142-й гвардейский истребительно-противотанковый артиллерийский полк, 11-й гвардейский минометный полк реактивной артиллерии, 47-й отдельный гвардейский минометный дивизион, 6-й отдельный гвардейский истребительно-противотанковый дивизион, 1732-й зенитный артиллерийский полк |
| 01.10.1943 года  | Западный фронт                              | -                                             | 8-я гвардейская кавалерийская дивизия, 13-я гвардейская кавалерийская дивизия, 8-я кавалерийская дивизия  | 142-й гвардейский истребительно-противотанковый артиллерийский полк, 11-й гвардейский минометный полк реактивной артиллерии, 47-й отдельный гвардейский минометный дивизион, 6-й отдельный гвардейский истребительно-противотанковый дивизион, 1732-й зенитный артиллерийский полк                                        |
| 01.11.1943 года  | Резерв Ставки Верховного Главнокомандования | -                                             | 8-я гвардейская кавалерийская дивизия, 13-я гвардейская кавалерийская дивизия, 8-я кавалерийская дивизия  | 1813-й самоходный артиллерийский полк, 142-й гвардейский истребительно-противотанковый артиллерийский полк, 11-й гвардейский минометный полк реактивной артиллерии, 47-й отдельный гвардейский минометный дивизион, 6-й отдельный гвардейский истребительно-противотанковый дивизион, 1732-й зенитный артиллерийский полк |
| 01.12.1943 года  | Резерв Ставки Верховного Главнокомандования | -                                             | 8-я гвардейская кавалерийская дивизия, 13-я гвардейская кавалерийская дивизия, 8-я кавалерийская дивизия  | 1813-й самоходный артиллерийский полк, 142-й гвардейский истребительно-противотанковый артиллерийский полк, 11-й гвардейский минометный полк реактивной артиллерии, 47-й отдельный гвардейский минометный дивизион, 6-й отдельный гвардейский истребительно-противотанковый дивизион, 1732-й зенитный артиллерийский полк |
| 01.01.1944 года  | Белорусский фронт                           | -                                             | 8-я гвардейская кавалерийская дивизия, 13-я гвардейская кавалерийская дивизия, 8-я кавалерийская дивизия  | 1813-й самоходный артиллерийский полк, 142-й гвардейский истребительно-противотанковый артиллерийский полк,11-й гвардейский минометный полк реактивной артиллерии, 47-й отдельный гвардейский минометный дивизион, 6-й отдельный гвардейский истребительно-противотанковый дивизион, 1732-й зенитный артиллерийский полк  |
| 01.02.1944 года  | 1-й Украинский фронт                        | -                                             | 8-я гвардейская кавалерийская дивизия, 13-я гвардейская кавалерийская дивизия, 8-я кавалерийская дивизия  | 1813-й самоходный артиллерийский полк, 142-й гвардейский истребительно-противотанковый артиллерийский полк, 11-й гвардейский минометный полк реактивной артиллерии, 47-й отдельный гвардейский минометный дивизион, 6-й отдельный гвардейский истребительно-противотанковый дивизион, 1732-й зенитный артиллерийский полк |
| 01.03.1944 года  | 1-й Украинский фронт                        | 13-я армия                                    | 8-я гвардейская кавалерийская дивизия, 13-я гвардейская кавалерийская дивизия, 8-я кавалерийская дивизия  | 1813-й самоходный артиллерийский полк, 142-й гвардейский истребительно-противотанковый артиллерийский полк, 11-й гвардейский минометный полк реактивной артиллерии, 47-й отдельный гвардейский минометный дивизион,6-й отдельный гвардейский истребительно-противотанковый дивизион, 1732-й зенитный артиллерийский полк  |
| 01.04.1944 года  | 1-й Украинский фронт                        | 13-я армия                                    | 8-я гвардейская кавалерийская дивизия, 13-я гвардейская кавалерийская дивизия, 8-я кавалерийская дивизия  | 1813-й самоходный артиллерийский полк, 142-й гвардейский истребительно-противотанковый артиллерийский полк, 11-й гвардейский минометный полк реактивной артиллерии, 47-й отдельный гвардейский минометный дивизион, 6-й отдельный гвардейский истребительно-противотанковый дивизион, 1732-й зенитный артиллерийский полк |
| 01.05.1944 года  | 1-й Украинский фронт                        | -                                             | 8-я гвардейская кавалерийская дивизия, 13-я гвардейская кавалерийская дивизия, 8-я кавалерийская дивизия  | 1813-й самоходный артиллерийский полк, 142-й гвардейский истребительно-противотанковый артиллерийский полк, 11-й гвардейский минометный полк реактивной артиллерии, 47-й отдельный гвардейский минометный дивизион,6-й отдельный гвардейский истребительно-противотанковый дивизион, 1732-й зенитный артиллерийский полк  |
| 01.06.1944 года  | 1-й Украинский фронт                        | -                                             | 8-я гвардейская кавалерийская дивизия, 13-я гвардейская кавалерийская дивизия, 8-я кавалерийская дивизия  | 1813-й самоходный артиллерийский полк, 142-й гвардейский истребительно-противотанковый артиллерийский полк, 11-й гвардейский минометный полк реактивной артиллерии, 47-й отдельный гвардейский минометный дивизион, 6-й отдельный гвардейский истребительно-противотанковый дивизион, 1732-й зенитный артиллерийский полк |
| 01.07.1944 года  | 1-й Украинский фронт                        | -                                             | 8-я гвардейская кавалерийская дивизия, 13-я гвардейская кавалерийская дивизия, 8-я кавалерийская дивизия  | 1813-й самоходный артиллерийский полк, 142-й гвардейский истребительно-противотанковый артиллерийский полк, 11-й гвардейский минометный полк реактивной артиллерии, 47-й отдельный гвардейский минометный дивизион, 6-й отдельный гвардейский истребительно-противотанковый дивизион, 1732-й зенитный артиллерийский полк |
| 01.08.1944 года  | 1-й Украинский фронт                        | -                                             | 8-я гвардейская кавалерийская дивизия, 13-я гвардейская кавалерийская дивизия, 8-я кавалерийская дивизия  | 1813-й самоходный артиллерийский полк, 142-й гвардейский истребительно-противотанковый артиллерийский полк, 11-й гвардейский минометный полк реактивной артиллерии, 47-й отдельный гвардейский минометный дивизион, 6-й отдельный гвардейский истребительно-противотанковый дивизион, 1732-й зенитный артиллерийский полк |
| 01.09.1944 года  | 2-й Украинский фронт                        | -                                             | 8-я гвардейская кавалерийская дивизия, 13-я гвардейская кавалерийская дивизия, 8-я кавалерийская дивизия  | 1813-й самоходный артиллерийский полк, 142-й гвардейский истребительно-противотанковый артиллерийский полк, 11-й гвардейский минометный полк реактивной артиллерии, 47-й отдельный гвардейский минометный дивизион, 6-й отдельный гвардейский истребительно-противотанковый дивизион, 1732-й зенитный артиллерийский полк |
| 01.10.1944 года  | 2-й Украинский фронт                        | -                                             | 8-я гвардейская кавалерийская дивизия, 13-я гвардейская кавалерийская дивизия 8-я кавалерийская дивизия   | 1813-й самоходный артиллерийский полк, 142-й гвардейский истребительно-противотанковый артиллерийский полк, 11-й гвардейский минометный полк реактивной артиллерии, 47-й отдельный гвардейский минометный дивизион, 6-й отдельный гвардейский истребительно-противотанковый дивизион, 1732-й зенитный артиллерийский полк |
| 01.11.1944 года  | 2-й Украинский фронт                        | -                                             | 8-я гвардейская кавалерийская дивизия, 13-я гвардейская кавалерийская дивизия, 8-я кавалерийская дивизия  | 1813-й самоходный артиллерийский полк, 142-й гвардейский истребительно-противотанковый артиллерийский полк, 11-й гвардейский минометный полк реактивной артиллерии, 47-й отдельный гвардейский минометный дивизион, 6-й отдельный гвардейский истребительно-противотанковый дивизион, 1732-й зенитный артиллерийский полк |
| 01.12.1944 года  | 2-й Украинский фронт                        | Конно-механизированная группа                 | 8-я гвардейская кавалерийская дивизия, 13-я гвардейская кавалерийская дивизия, 8-я кавалерийская дивизия  | 1813-й самоходный артиллерийский полк, 142-й гвардейский истребительно-противотанковый артиллерийский полк, 11-й гвардейский минометный полк реактивной артиллерии, 47-й отдельный гвардейский минометный дивизион, 6-й отдельный гвардейский истребительно-противотанковый дивизион, 1732-й зенитный артиллерийский полк |
| 01.01.1945 года  | 2-й Украинский фронт                        | Конно-механизированная группа                 | 8-я гвардейская кавалерийская дивизия, 13-я гвардейская кавалерийская дивизия, 8-я кавалерийская дивизия  | 1813-й самоходный артиллерийский полк, 142-й гвардейский истребительно-противотанковый артиллерийский полк, 11-й гвардейский минометный полк реактивной артиллерии, 47-й отдельный гвардейский минометный дивизион, 6-й отдельный гвардейский истребительно-противотанковый дивизион, 1732-й зенитный артиллерийский полк |
| 01.02.1945 года  | 2-й Украинский фронт                        | 1-я гвардейская конно-механизированная группа | 8-я гвардейская кавалерийская дивизия, 13-я гвардейская кавалерийская дивизия, 8-я кавалерийская дивизия  | 1813-й самоходный артиллерийский полк, 142-й гвардейский истребительно-противотанковый артиллерийский полк, 11-й гвардейский минометный полк реактивной артиллерии, 47-й отдельный гвардейский минометный дивизион, 6-й отдельный гвардейский истребительно-противотанковый дивизион, 1732-й зенитный артиллерийский полк |
| 01.03.1945 года  | 2-й Украинский фронт                        | 1-я гвардейская конно-механизированная группа | 8 -я гвардейская кавалерийская дивизия, 13-я гвардейская кавалерийская дивизия, 8-я кавалерийская дивизия | 1813-й самоходный артиллерийский полк, 142-й гвардейский истребительно-противотанковый артиллерийский полк, 11-й гвардейский минометный полк реактивной артиллерии, 47-й отдельный гвардейский минометный дивизион, 6-й отдельный гвардейский истребительно-противотанковый дивизион, 1732-й зенитный артиллерийский полк |
| 01.04.1945 года  | 2-й Украинский фронт                        | 1-я гвардейская конно-механизированная группа | 8 -я гвардейская кавалерийская дивизия, 13-я гвардейская кавалерийская дивизия, 8-я кавалерийская дивизия | 1813-й самоходный артиллерийский полк, 142-й гвардейский истребительно-противотанковый артиллерийский полк, 11-й гвардейский минометный полк реактивной артиллерии, 47-й отдельный гвардейский минометный дивизион, 6-й отдельный гвардейский истребительно-противотанковый дивизион, 1732-й зенитный артиллерийский полк |
| 01.05.1945 года  | 2-й Украинский фронт                        | 1-я гвардейская конно-механизированная группа | 8 -я гвардейская кавалерийская дивизия, 13-я гвардейская кавалерийская дивизия, 8-я кавалерийская дивизия | 1813-й самоходный артиллерийский полк, 142-й гвардейский истребительно-противотанковый артиллерийский полк, 11-й гвардейский минометный полк реактивной артиллерии, 47-й отдельный гвардейский минометный дивизион, 6-й отдельный гвардейский истребительно-противотанковый дивизион, 1732-й зенитный артиллерийский полк |

### Состав корпуса на 9 мая 1945 года
- 8-я гвардейская кавалерийская Ровенская Краснознаменная ордена Суворова дивизия имени С. И. Морозова
- 13-я гвардейская кавалерийская Ровенская Краснознаменная ордена Суворова дивизия
- 8-я кавалерийская Дальневосточная Дебреценская Краснознаменная дивизия[9][2]
- 1813-й самоходный артиллерийский Дебреценский[9] ордена Кутузова полк
- 142-й гвардейский истребительно-противотанковый артиллерийский Дебреценский[9] ордена Кутузова полк
- 11-й гвардейский минометный Львовский[10] Краснознаменный ордена Кутузова полк реактивной артиллерии
- 47-й отдельный гвардейский минометный ордена Красной Звезды дивизион
- 6-й отдельный гвардейский истребительно-противотанковый ордена Александра Невского дивизион
- 1732-й зенитный артиллерийский Дебреценский[9] ордена Кутузова полк
- Отдельный гвардейский учебный кавалерийский дивизион (гв. майор Мусин Ю. М.)

## Командиры
- Соколов, Сергей Владимирович, гвардии генерал-лейтенант, (январь 1943 — апрель 1945 года)
- Куц, Иван Федорович  , гвардии генерал-майор, (апрель 1945 — январь 1946 года)

## Отличившиеся воины
За годы войны 6 воинов корпуса стали кавалерами ордена Славы трех степеней:
- 8-я гвардейская кавалерийская дивизия — 1 человек;
- 13-я гвардейская кавалерийская дивизия — 4 человека;
- 1813 самоходный артиллерийский полк — 1 человек:
  - Богатырёв, Яков Васильевич, младший сержант, разведчик-наблюдатель. Перенагражден указом Президиума Верховного Совета СССР от 1 октября 1968 года.[11]